# Twelve small steps, one giant disappointment
Twelve small steps, one giant disappointment es el tercer álbum de estudio de la banda americana de indie rock, Bad Astronaut. Fue lanzado en noviembre de 2006, por Fat Wreck Chords. 
Debido a la muerte del baterista Derrick Plourde, es el último disco de Bad Astronaut. Es también el único álbum Bad Astronaut para ofrecer todo el material original.
Originalmente este álbum no iba a ser lanzado pero por decisiones de Cape el disco se terminó tratando de terminar algo que el y Derrick habían empezado. Gracias a escritos de cuadernos que tenían letras que había escrito Derrick antes de su muerte, pudieron continuar este álbum que esta lleno de sentimientos y empeño por parte de los integrantes.

## Listado de canciones
1. "Good Morning Night" - 3:53
2. "Ghostwrite" - 3:56
3. "Beat" - 5:31
4. "Stillwater, California" - 4:01
5. "One Giant Disappointment" - 2:59
6. "Minus" - 3:08
7. "Best Western" - 3:56
8. "San Francisco Serenade" - 4:33
9. "Autocare" - 4:01
10. "Violet" - 1:59
11. "Go Humans" - 1:49
12. "The 'F' Word" - 8:02
13. "The Thirteenth Step" - 2:19

## Miembros
- Derrick Plourde - Batería
- Joey Cape - Voz, guitarra, bajo y percusión
- Thom Flores - Guitarra, Mandolina y Banjo
- Marko "72" Desantis - Bajo y Guitarra
- Capps Todd - Teclados y ruido de fondo
- Angus Cooke - Violín, contrabajo, guitarra, voz y percusión
- Jonathan Cox - Bucles

## Miembros adicionales
- Jonathan German - Batería
- TJ Cape - Solo en Ghostwrite
- George Pendergast - Xilófono
- Carla Holbrook - voz
- Donald Spence - voz
- Sean McCue - Guitarra
- Chuck Robertson - silbido en "Best Western"

### Curiosidades de las canciones
- Beat es un diálogo entre Joey Cape y Derrick en donde el cantante le habla al baterista sobre la escritura de canciones. Joey le habla de sus noches de insomnio y sus estados de animo que está escribiendo en el texto y finalmente dice: "he terminado lo que comenzamos, hice lo que pude para estar orgulloso y que ha grabado su derrota en un álbum incompleto" En el libro Cape dice que este álbum siempre estará incompleto por su publicación sin la aprobación de Derrick.
- Stillwater, California, a menos de un año de la muerte de Derrick, mientras lagwagon estaba de gira por su álbum Resolve, en menos de un mes mataron a dos miembros originales de RKL (Jason Spear y Bomer). La canción está dedicada a ellos y a Derrick.
- Minus en verdad es una canción de Cape para una compilación de 2004.
- Autocare (interés propio). La letra fue escrita por Derrick. La madre de Derrick le dio a Joey unos cuadernos que estaban llenos de letras y a Cape le llama la atención porque lo trata como un testamento. La canción dice "Este vehículo está siendo destruido tarde o temprano te dejarán" suena como una metáfora de la vida de Derrick incluido el anuncio del suicidio.
- Violet es una canción ya presente entre Joey Cape y Tony Sly de No Use for a Name en un split. Durante las pruebas Bad Astronaut había intentado varias veces esta canción. La batería ha sido registrada por Jonathan German manteniendo el estilo de Derrick.
- The "F" Word es la última canción original del álbum desempeñado por Derrick.
- The Thirteenth Step (Decimocuarto escalón) adiós a Derrick.